# Black Rain (álbum)
Black Rain —en español: Lluvia negra— es el noveno disco en estudio de Ozzy Osbourne, lanzado el 22 de mayo de 2007 por Epic Records.
Osbourne ha declarado que este es el primer disco que ha grabado completamente sobrio. Black Rain debutó en el tercer lugar de las listas Billboard 200 de los Estados Unidos, vendiendo cerca de 152 000 copias en su primera semana en el mercado; convirtiéndose en el debut más exitoso hasta la fecha en la carrera de Ozzy. Hasta el 29 de septiembre de 2007 se habían vendido más de 500 000 copias en los Estados Unidos, por lo que fue certificado como disco de oro.

## Lista de canciones
1. "Not Going Away" - 4:32              (Ozzy Osbourne, Zakk Wylde, Kevin Churko).
2. "I Don't Wanna Stop" - 3:59      (Osbourne, Wylde, Churko).
3. "Black Rain" - 4:42                  (Osbourne, Wylde, Churko).
4. "Lay Your World On Me" - 4:16        (Osbourne, Wylde, Churko).
5. "The Almighty Dollar" - 6:57         (Osbourne, Churko).
6. "11 Silver" - 3:42                   (Osbourne, Wylde, Churko).
7. "Civilize the Universe" - 4:43       (Osbourne, Wylde, Churko).
8. "Here for You" - 4:37                (Osbourne, Wylde, Churko).
9. "Countdown's Begun" - 4:53          (Osbourne, Wylde, Churko).
10. "Trap Door" - 4:03                   (Osbourne, Churko).

## Personal
- Ozzy Osbourne - Voces
- Zakk Wylde - Guitarra, teclados, coros
- Rob Nicholson - Bajo
- Mike Bordin - Batería